# Стилихон
Фла́вий Стилихо́н (лат. Flāvius Stilichō, греч. Φλάβιος Στιλίχων; ок. 358 — 22 августа 408) — римский полководец, фактический правивший Западноримской империей во времена Гонория.

## Биография

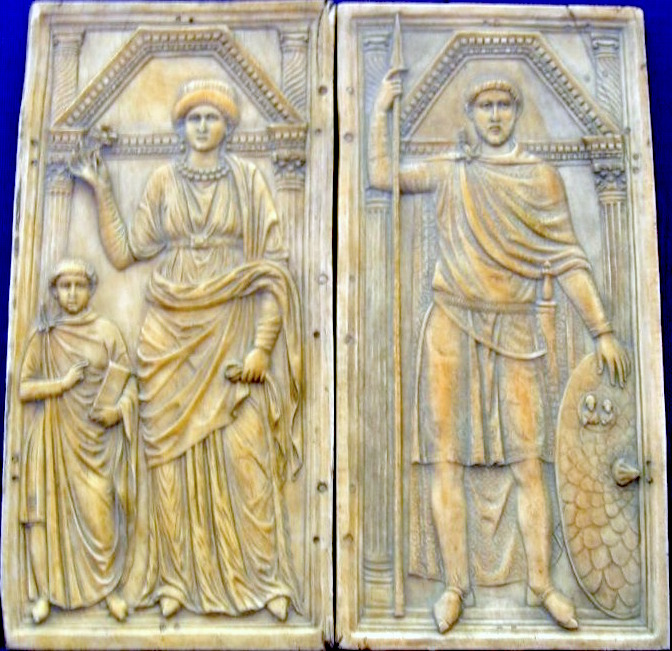
Флавий Стилихон с семьёй

Отцом Флавия Стилихона был кавалерийский офицер вандальского происхождения на службе у императора Валента II, а матерью римлянка из Паннонии (о чём сообщал святой Иероним). Стилихон являлся римским гражданином, на что указывает его полное имя, привязанное к императорской семье.
Стилихон рано посвятил себя военной профессии, отличился в нескольких битвах, приобрёл уважение народа и войска. Император Феодосий Великий послал его заключить мирный договор с Персией. Выполнив возложенное поручение с честью, Стилихон вернулся в Константинополь, и Феодосий отдал ему руку Серены, своей любимой племянницы. Сделавшись начальником кавалерии, Стилихон вскоре возвысился и до звания главнокомандующего всеми войсками империи (magister militum).
Феодосий, умирая, поручил Стилихону заботу о своём младшем сыне Гонории, и в 395 году Стилихон сделался фактическим правителем Западной Римской империи, доставшейся Гонорию в результате раздела, но заявил притязание на управление и восточной частью государства, назначенной Феодосием своему старшему сыну, Аркадию. Соперником его на Востоке стал Флавий Руфин, правивший восточной империей. После смерти Руфина Стилихон надеялся захватить в свои руки Восток, но встретил сопротивление фаворитов Аркадия. Евтропий, занявший место Руфина, объявил Стилихона врагом государства (397 год), имения его были конфискованы, против него посылались убийцы. Тем не менее, Стилихон всё ещё пытался предупредить междоусобную войну. Он вторгся в Африку и низложил её мятежного комита Гильдона (398 год). В том же году его влияние на Западе было упрочено браком императора Гонория с дочерью Стилихона Марией.
Когда вестготы под предводительством Алариха I разоряли Пелопоннес (396 год), Стилихон прибыл в Грецию через Коринфский залив, дал готам несколько сражений в горах Аркадии и едва не заставил Алариха сдаться, однако всё же дал готам уйти. С 401 года начинается ряд вторжений вестготов в Италию. Когда Аларих в ноябре этого года двинулся на запад, Стилихон спас Рим, укрепив стены города, вызвав легионы из Британии и Рейнскую армию, после чего сам отправился в Рецию и Норик, где набирал среди варваров легионы, оставив Гонория в Медиолане (совр. Милане). Аларих подошёл к Медиолану, но подоспевший Стилихон сразился с ним при Полленции (6 апреля 402 года) в день Пасхи. Христианские писатели сообщают, что Стилихон воспользовался праздником для нападения на христиан-готов. Затем вестготы понесли сокрушительное поражение при Вероне в 403 году и были отброшены, а Италия — освобождена; Стилихон с императором торжественно вступили в Рим. В 405 году армия варваров, предводителем которой был Радагайс вторглась в Италию, и разделившись на несколько частей, двинулась к Риму. Часть её во главе с Радагайсом, летом 406 года осадила Флоренцию, однако была отброшена и побеждена Стилихоном в сражении при Фезулах. Сдавшийся Радагайс был казнён.
Для защиты Италии от варваров, Стилихону пришлось отзывать войска с Рейна . Воспользовавшись этим, вандалы, аланы и свевы, из остатков армии Радагайса переправились через Рейн и вторглись в Галлию. Оставшиеся в Британии римские легионы, одного за другим провозгласили императорами нескольких узурпаторов, один из которых, Константин, переправился через Ла-Манш и захватил Галлию. Неспособность Стилихона быстро среагировать на эти угрозы подорвали его положение.
Когда после смерти Аркадия на престол вступил Феодосий II (408 год), Стилихон надеялся захватить управление Восточной империей и заключил с Аларихом договор, желая сделать его союзником Италии. В конце концов, этот союз погубил и Стилихона, и Рим. Во главе придворной интриги, прикрывавшейся патриотическим негодованием, встал Олимпий. Стилихона обвинили в дружбе с Аларихом и желании возвести на престол своего сына, Евхерия. Бежав в Равенну, Стилихон скрылся в церкви, но его коварно выманили оттуда и убили 22 августа 408 года. Солдаты также без всякого приказа свыше напали на проживавшие в Риме семьи варваров, убивая женщин и детей и грабя их имущество. 30 тысяч родственников погибших отправились к Алариху с желанием побудить его выступить против римлян. Лишившись опасного противника, Аларих повёл войска на Рим и взял его.
Стилихон — весьма противоречивая фигура в римской истории. Чаще всего при его описании вдаются в крайности, изображая его или доблестным защитником Рима, или ловким интриганом и узурпатором. В 405 году по указанию Стилихона были сожжены Сивиллины книги.
В центральном нефе базилики Сант-Амброджо в Милане находится мраморный саркофаг ранне-христианского периода, который называют «Саркофаг Стилихона». Однако, учитывая место и способ убийства Стилихона, маловероятно, что он действительно был похоронен в Милане. Название же гробницы, скорее всего, является лишь народной легендой.

## В культуре
Стилихон стал персонажем романа Теодора Парницкого «Аэций — последний римлянин».